# ماریوس هولست
ماریوس هولست (نروژی: Marius Holst؛ زادهٔ ۱۵ ژانویهٔ ۱۹۶۵) کارگردان فیلم، تهیه‌کننده فیلم و فیلم‌نامه‌نویس اهل نروژ است.
از فیلم‌هایی که وی در آن‌ها نقش داشته‌است، می‌توان به میروش، آسیابک و پادشاه جزیره اهریمن اشاره نمود.